# Record of the Bahamut War
 (janvier 2015).
Si vous disposez d'ouvrages ou d'articles de référence ou si vous connaissez des sites web de qualité traitant du thème abordé ici, merci de compléter l'article en donnant les références utiles à sa vérifiabilité et en les liant à la section « Notes et références ».
Record of the Bahamut War (バハムート戦記, Bahamut Senki) est un jeu vidéo de type wargame sorti en 1991 sur Mega Drive. Le jeu a été développé et édité par Sega. Il est sorti uniquement au Japon.
Il est disponible sur la console virtuelle de la Wii.